# Никифор Мустаков
Никифор Хаджииванов Мустаков е български търговец, земевладелец, фабрикант с руско поданство.

## Биография
Той е най-големият син в семейството на хаджи Иван и Елена Мустакови. Негови братя са търговците Никола, Христофор, Димитър и Константин Мустакови. Дълго време търгува в съдружие с баща си и чичо си хаджи Велчо в рамките на установения търговски обмен между Виена, Брашов, Руската империя и Османската империя. След това започва да инвестира и в земеделието. В началото на XIX в. обработва с помощта на ратаи голяма площ с лозя в околностите на Букурещ и продава продукцията на пазара. През 1814 г. наема и мошията Приба в окръг Влашка, която арендува в продължение на няколко години. До 1815 г. участва и в стопанисването на хана Габровени. През 1816 г. открива фабрика за тестени изделия (фиде, макарони) в Букурещ. Умира, без да има деца през 1817 или 1818 г. в Букурещ.